# Cratere Arta
Arta  è un cratere sulla superficie di Marte.